# Felipe Faúndez González
Felipe Andrés Faúndez González (Rengo, Región de O'Higgins, 27 de marzo de 2006) es un futbolista chileno que juega como lateral derecho en O'Higgins de Primera División de Chile.

## Trayectoria

### O'Higgins
El 7 de julio de 2024, Faúndez se consagra campeón del torneo Sub-20, venciendo a Cobresal por 4-2.
El segundo semestre 2024, Faúndez es ascendido al primer equipo bajo las órdenes del técnico Víctor Fuentes esto debido a la lesión de Simón Contreras. Debutó en el fútbol profesional el 14 de septiembre de 2024 en un partido contra Coquimbo Unido en la duodécima cuarta fecha del Campeonato Nacional 2024 jugando la segunda mitad del encuentro obteniendo un buen nivel de juego. El partido finalizaría 1-1.

## Clubes
| Club                                        | Div.          | Temporada     | Liga  | Liga  | Copas Nacionales | Copas Nacionales | Torneos Internacionales | Torneos Internacionales | Total(3) | Total(3) |
| Club                                        | Div.          | Temporada     | Part. | Goles | Part.            | Goles            | Part.                   | Goles                   | Part.    | Goles    |
| ------------------------------------------- | ------------- | ------------- | ----- | ----- | ---------------- | ---------------- | ----------------------- | ----------------------- | -------- | -------- |
| O'Higgins · Chile                           | 1.ª           | 2024          | 7     | 0     | 0                | 0                | 0                       | 0                       | 7        | 0        |
| O'Higgins · Chile                           | 1.ª           | 2025          | 16    | 0     | 3                | 1                | 0                       | 0                       | 19       | 1        |
| O'Higgins · Chile                           | Total club    | Total club    | 23    | 0     | 3                | 1                | 0                       | 0                       | 26       | 1        |
| Total carrera                               | Total carrera | Total carrera | 23    | 0     | 3                | 1                | 0                       | 0                       | 26       | 1        |
| (3) No incluye goles en partidos amistosos. |               |               |       |       |                  |                  |                         |                         |          |          |